# Frederick Trump
Frederick Trump (ur. 14 marca 1869 jako Friedrich Drumpf w Kallstadt, zm. 30 maja 1918 w Woodhaven) – amerykański przedsiębiorca pochodzenia niemieckiego. W wieku 16 lat wyemigrował do Stanów Zjednoczonych i rozpoczął pracę jako fryzjer. Kilka lat później, w 1891, przeniósł się na północny zachód. Zarobił fortunę, prowadząc restaurację i dom publiczny w Kanadzie. Później wrócił do Kallstadt i poślubił Elizabeth Christ. Ponieważ wyemigrował bez odbycia obowiązkowej służby wojskowej, władze Bawarii odebrały mu obywatelstwo bawarskie. Trump i jego rodzina wrócili do Stanów Zjednoczonych. Został obywatelem USA w 1892 roku.
Trump pracował jako fryzjer i kierownik hotelu i zaczął nabywać nieruchomości w Queens. Był ojcem Freda Trumpa i Johna Trumpa oraz dziadkiem 45. i 47. prezydenta Stanów Zjednoczonych, Donalda Trumpa.

## Młodość

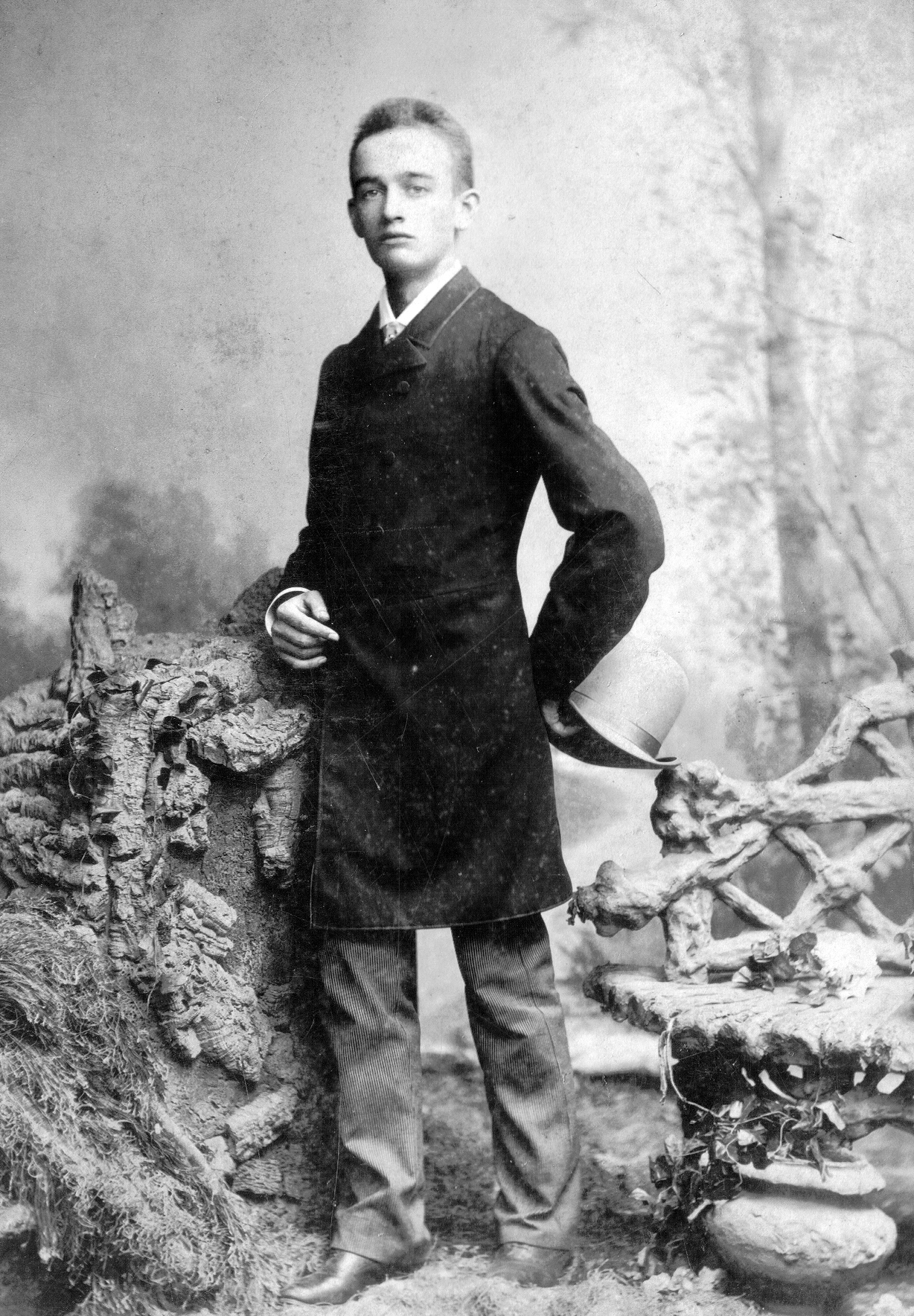
Frederick Trump, 1887

Urodził się w Kallstadt w Palatynacie, wówczas części Królestwa Bawarii, znajdującego się w Niemczech, jako Friedrich Drumpf. Był synem Christiana Johannesa Drumpfa (1829–1877) i Kathariny Kober (1836–1922).
Jego najwcześniejszym znanym przodkiem był Johann Philipp Drumpft (1667–1707), który poślubił Julianę Marię Rodenroth. Para miała syna Johanna Sebastiana Drumpfa (1699–1756). Syn Johanna Sebastiana, Johann Paul Drumpf (1727–1792) urodził się w Bobenheim am Berg.
Pierwsze połączenie z Kallstadt można ustalić dla wnuka Johanna Sebastiana, Johannesa Drumpfa (1789–1836), który urodził się w Bobenheim am Berg i ożenił się w Kallstadt, gdzie również zmarł. Palatynat, wówczas stosunkowo ubogi region, od czasów Cesarstwa Rzymskiego słynął z uprawy winorośli.
Po Kongresie Wiedeńskim Palatynat stał się częścią Królestwa Bawarii, które z kolei 1871 roku weszło w  skład Cesarstwa Niemieckiego. W okresie II wojny światowej i towarzyszącym jej antyniemieckim resentymentom  w Stanach Zjednoczonych, Fred, syn Trumpa, przeczył później jego niemieckiemu pochodzeniu, twierdząc, że jego ojciec był Szwedem z Karlstad w Szwecji. Ta wersja została powtórzona przez syna Freda, Donalda w jego autobiografii z 1987 roku.
Po 10 latach choroby na rozedmę płuc, ojciec Trumpa, Christian Johannes Drumpf, zmarł 6 lipca 1877 roku w wieku 48 lat, pozostawiając rodzinę z poważnym długiem z tytułu kosztów leczenia. Podczas gdy pięcioro z sześciorga dzieci pracowało na rodzinnych winnicach, Friedrich był uważany za zbyt chorowitego, by znieść tak ciężką pracę. W 1883 roku, gdy miał 14 lat, został wysłany przez matkę do pobliskiego Frankenthal, aby pracować jako praktykant fryzjerski i uczyć się zawodu.
Pracował siedem dni w tygodniu przez dwa i pół roku pod okiem fryzjera Friedricha Langa. Po ukończeniu praktyki wrócił do Kallstadt, wioski liczącej około 1000 mieszkańców. Szybko odkrył, że nie ma tu możliwości, aby zarobić na życie. Zbliżał się także do wieku kwalifikującego do poboru do służby wojskowej w Armii Cesarstwa Niemieckiego. Szybko zdecydował się wyemigrować do Stanów Zjednoczonych, mówiąc później: „Zgodziłem się z mamą, żebym jechał do Ameryki”. Po latach członkowie jego rodziny powiedzieli, że wyszedł potajemnie w nocy, zostawiając matce notatkę. W wyniku ucieczki Drumpfa przed obowiązkowym poborem do wojska, wymaganym od wszystkich obywateli, na mocy królewskiego dekretu pozbawiono go obywatelstwa.

## Imigracja do Stanów Zjednoczonych

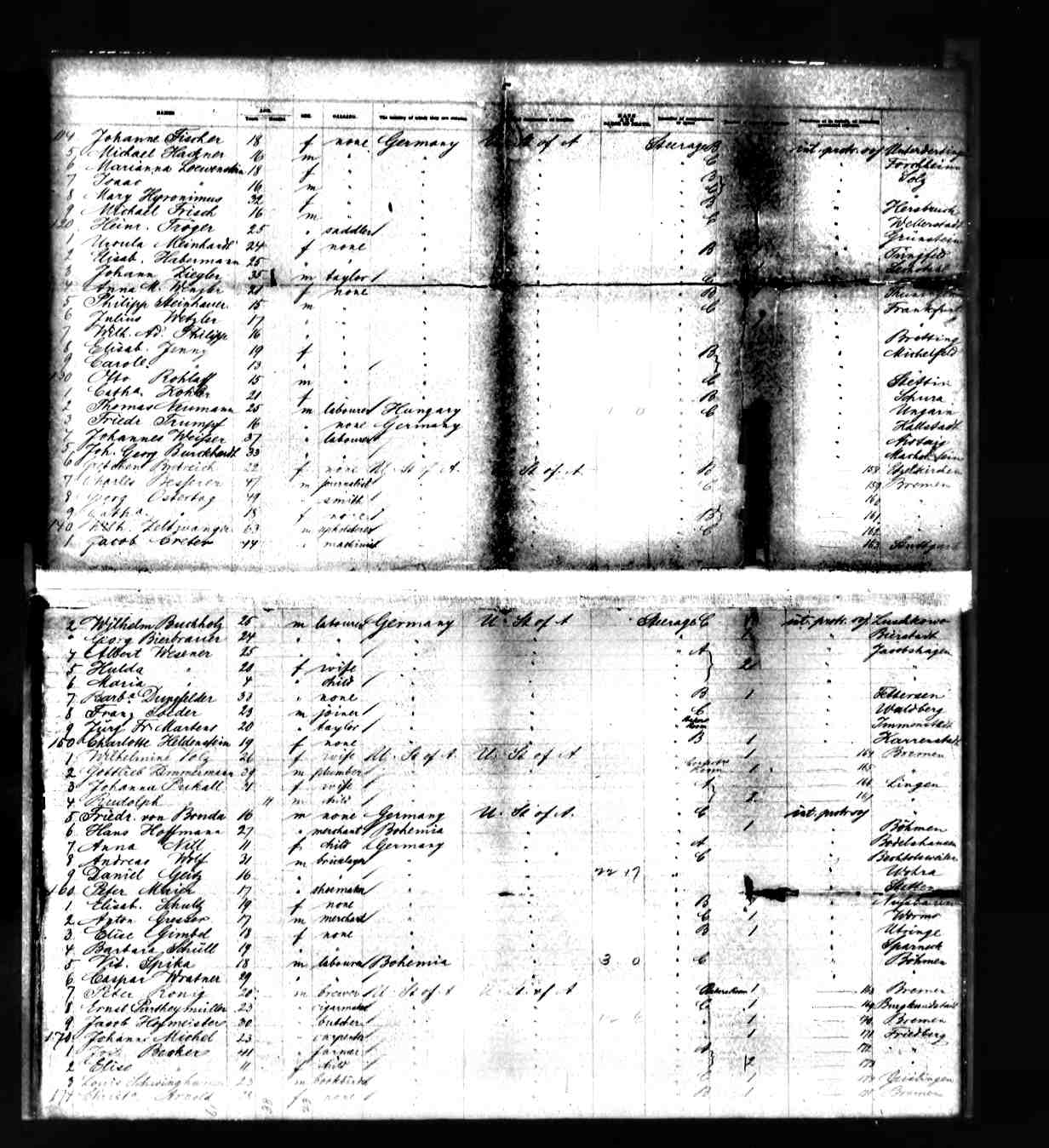
Dokumenty imigracyjne do USA. Wiersz 133 odnotowuje: „Friedr. Trumpf” lat 16, urodzony w Kallstadt w Niemczech

W 1885 roku, w wieku 16 lat, Drumpf wyemigrował do Stanów Zjednoczonych na pokładzie parowca Eider, odpływając 7 października i przybywając na Castle Garden Emigrant Landing w Nowym Jorku w dniu 19 października. Ponieważ nie odbył jeszcze dwóch lat obowiązkowej służby wojskowej w Królestwie Bawarii, emigracja ta była nielegalna zgodnie z bawarskim prawem. W amerykańskich aktach imigracyjnych jego nazwisko brzmiało „Friedr. Trumpf”, a jego zawód jako „brak”. Wprowadził się do swojej starszej siostry Kathariny – która wyemigrowała w 1883 roku – i jej męża Freda Schustera, również z Kallstadt. Zaledwie kilka godzin po przyjeździe spotkał niemieckojęzycznego fryzjera, który szukał pracownika i następnego dnia rozpoczął pracę. Pracował jako fryzjer przez sześć lat. Mieszkał ze swoimi krewnymi na Lower East Side na Manhattanie, w sąsiedztwie wielu niemieckich imigrantów z Palatynatu, przy 76 Forsyth Street. Ponieważ koszt prowadzenia działalności przy Forsyth Street 76 był coraz droższy, przeniósł się później na 606 East 17th Street i na 2012 2nd Avenue.
W 1891 roku przeniósł się do Seattle, w stanie Waszyngton. Kupił (lub wydzierżawił) tam lokal Poodle Dog, który przemianował na Dairy Restaurant. Znajdująca się przy 208 Washington Street restauracja Dairy znajdowała się na środku Pioneer Square w Seattle; Washington Street była nazywana „the Line” i obejmowała szereg salonów, kasyn i domów publicznych. Restauracja serwowała jedzenie i trunki, a reklamowano ją jako „Pokoje dla pań”, powszechny eufemizm określający prostytucję. Trump mieszkał w Seattle do 1893. Głosował w pierwszych wyborach prezydenckich w Waszyngtonie w 1892 po tym, jak został obywatelem USA.
14 lutego 1894 roku Trump sprzedał Dairy Restaurant, a w marcu przeniósł się do górniczego miasta Monte Cristo w stanie Waszyngton w Snohomish County na północ od Seattle. Po odkryciu śladów złóż mineralnych w 1889, oczekiwano, że Monte Cristo przyniesie fortunę w złocie i srebrze. Wielu poszukiwaczy przeniosło się w te okolice w nadziei na wzbogacenie się. Plotki o inwestycjach finansowych milionera Johna Rockefellera w całym regionie Everett wywołały przesadne oczekiwanie co do potencjału tego obszaru.
Przed opuszczeniem Seattle Trump kupił za 200 dolarów (ok. 5,86 tys. USD w 2022) 40 akrów na płaskowyżu Pine Lake, 12 mi (19,31 km) na wschód od miasta, co było pierwszym dużym zakupem nieruchomości rodziny Trump.  Przebywając w Monte Christo, Trump został wybrany w 1896 roku na sędziego pokoju z marginesem 32-5.
Z biegiem czasu okazało się, że w Monte Cristo nie było tak dużo złota i srebra, jak sądzono, a w sierpniu 1894 roku Rockefeller wycofał większość swoich inwestycji w tym regionie. Wiosną 1896 roku większość górników opuściła Monte Christo. Trump cierpiał zarówno z powodu braku pracowników, jak i ograniczonego biznesu, chociaż był jedną z nielicznych osób, które zarabiały pieniądze w Monte Cristo. Trump przygotował się na pęknięcie bańki, finansując dwóch górników w Jukonie w Kanadzie w zamian za to, że złożyli roszczenia w jego imieniu. W lipcu 1897 rozpoczęła się gorączka złota nad Klondike po tym, jak łodzie załadowane złotem przybyły do San Francisco i Seattle. Tysiące ludzi ruszyło w te okolice w nadziei na zbicie fortuny. Kilka tygodni później Trump sprzedał większość swojej posiadłości w Monte Cristo i wrócił do Seattle

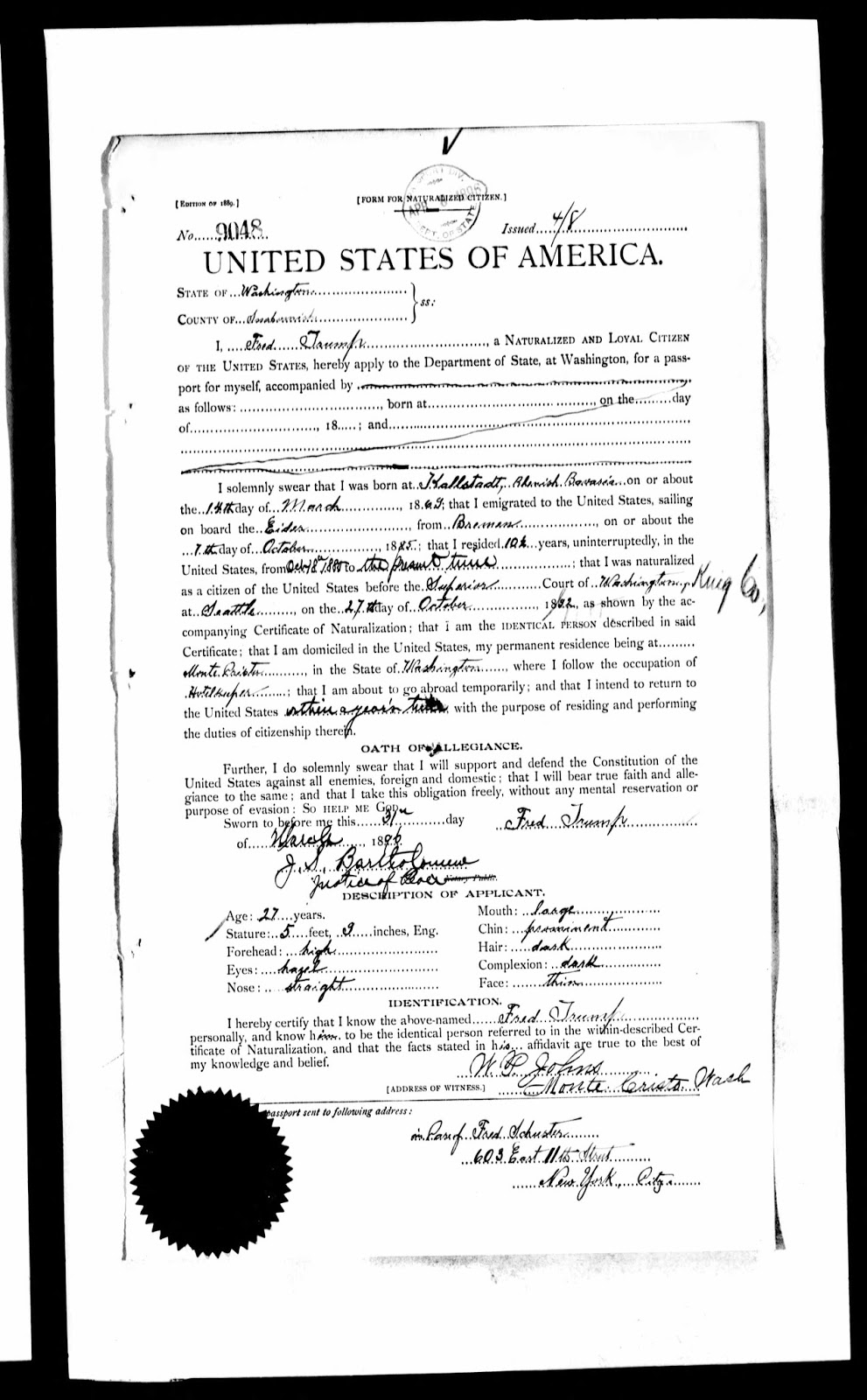
Wniosek paszportowy Fredericka Trumpa, 1896

W Seattle Trump otworzył nową restaurację przy 207 Cherry Street. Interes szedł tak dobrze, że spłacił kredyt w cztery tygodnie. W międzyczasie 7 lipca dwaj górnicy, których ufundował Trump, złożyli roszczenie w Hunker Creek, dopływie Klondike. Po wydaniu 15 dolarów (ok. 457 USD w 2022) na zgłoszenie roszczenia, następnego dnia sprzedali połowę za 400 dolarów (ok. 12,2 tys. USD w 2022). Tydzień później inny górnik sprzedał go za 1000 dolarów (ok. 30,5 tys. USD w 2022). 20 września wystawili drugie roszczenie w Deadwood Creek. Połowę sprzedano w październiku za 150 dolarów (ok. 4,57 tys. USD w 2022), podczas gdy drugą połowę w grudniu za 2000 dolarów (ok. 60,9 tys. USD w 2022). Nie wiadomo jednak, czy Trump kiedykolwiek otrzymał stamtąd jakieś pieniądze. Na początku 1898 roku zarobił wystarczająco dużo pieniędzy, aby sam udać się do Jukonu.
Kupił wszystkie niezbędne materiały, sprzedał pozostałe posiadłości w Monte Cristo i Seattle i przekazał swoje 40 akrów na płaskowyżu Pine Lake siostrze Louise. W 1900 roku Louise sprzedała posiadłość za 250 dolarów (ok. 7,26 tys. USD w 2022). 

### Gorączka Złota w Jukonie; hotele i domy publiczne Trumpa
Według relacji Blaira, kiedy Trump wyjechał do Jukonu, nie planował robić faktycznego wydobycia. Prawdopodobnie podróżował trasą White Pass, która obejmowała osławiony „Szlak Martwego Konia”. Wiosną 1898 roku Trump i inny górnik Ernest Levin otworzyli na szlaku restaurację namiotową. Blair pisze, że „częstym daniem był świeżo ubity, mrożony koń”.
W maju 1898 Trump i Levin przeprowadzili się do Bennett w Kolumbii Brytyjskiej, miasta znanego z poszukiwaczy budujących łodzie, aby udać się do Dawson. W Bennett Trump i Levin otworzyli Arctic Restaurant and Hotel, który oferował wyśmienitą kuchnię, zakwaterowanie i seks. Arctic również pierwotnie mieściła się w namiocie, ale popyt na hotel i restaurację rósł do momentu, gdy zajmował dwupiętrowy budynek. List do gazety Yukon Sun tak opisywał Arctic:
Dla samotnych mężczyzn Arctic ma doskonałe zakwaterowanie i najlepszą restaurację w Bennett, ale nie radziłbym szanowanym kobietom iść tam spać, ponieważ mogą usłyszeć to, co byłoby odrażające dla ich uczuć - i wypowiadane także przez zdeprawowanych z własnej płci.
Arctic House była jedną z największych i najbardziej ekstrawaganckich restauracji w tym regionie Klondike, oferując oprócz podstawowego mięsa końskiego świeże owoce i pardwę. Arctic była otwarta 24 godziny na dobę i reklamowała „Pokoje dla pań”, które zawierały łóżka i wagę do mierzenia złotego pyłu.
W 1900 roku ukończono White Pass and Yukon Route, 111 mi (178,64 km) linię kolejową między Skagway na Alasce a Whitehorse na Jukonie. Trump założył White Horse Restaurant and Inn w White Horse. 
Nowa restauracja, która obejmowała jedną z największych stalowych hal w okolicy, przygotowywała 3000 posiłków dziennie i miała miejsce na gry hazardowe. Pomimo ogromnego sukcesu finansowego Trump i Levin zaczęli walczyć z powodu picia Levina. Zerwali stosunki handlowe w lutym 1901 roku, ale pogodzili się w kwietniu. Mniej więcej w tym czasie władze lokalne ogłosiły zakaz prostytucji, hazardu i alkoholu. W świetle tego zbliżającego się zagrożenia dla jego działalności biznesowej, Trump sprzedał swój udział w restauracji Levinowi i opuścił Jukon. W następnych miesiącach Levin został aresztowany za publiczne pijaństwo i wysłany do więzienia, a Arktykę przejęła policja. Restauracja spłonęła w pożarze White Horse w 1905 roku. 

## Małżeństwo i rodzina
Trump wrócił do Kallstadt w 1901 roku jako zamożny człowiek. Biograf Blair pisał, że „zajęcie się zaspokajaniem potrzeb klientów w zakresie jedzenia, picia i towarzystwa kobiet było dla niego dobre”. Oświadczył się Elizabeth Christ (1880–1966), córce byłego sąsiada; była jedenaście lat młodsza od Trumpa. Matka Trumpa nie pochwalała Christ, ponieważ uważała jej rodzinę za należącą do niższej klasy społecznej. Trump i Christ pobrali się 26 sierpnia 1902 roku i przeprowadzili się do Nowego Jorku.
W Nowym Jorku Trump znalazł pracę jako fryzjer oraz kierownik restauracji i hotelu. Para mieszkała przy 1006 Westchester Avenue w niemieckojęzycznej Morrisania w dzielnicy Bronx. Ich córka Elizabeth urodziła się 30 kwietnia 1904 roku. W maju 1904 roku, kiedy Trump złożył w Nowym Jorku wniosek o wydanie paszportu do USA na podróżowanie z żoną i córką, wymienił swój zawód jako „hotelarz”. Z powodu skrajnej tęsknoty za domem rodzina wróciła do Niemiec jeszcze tego samego roku. W Niemczech Trump zdeponował w banku oszczędności swojego życia w wysokości 80 000 marek (ok. 682 tys. euro w 2023).

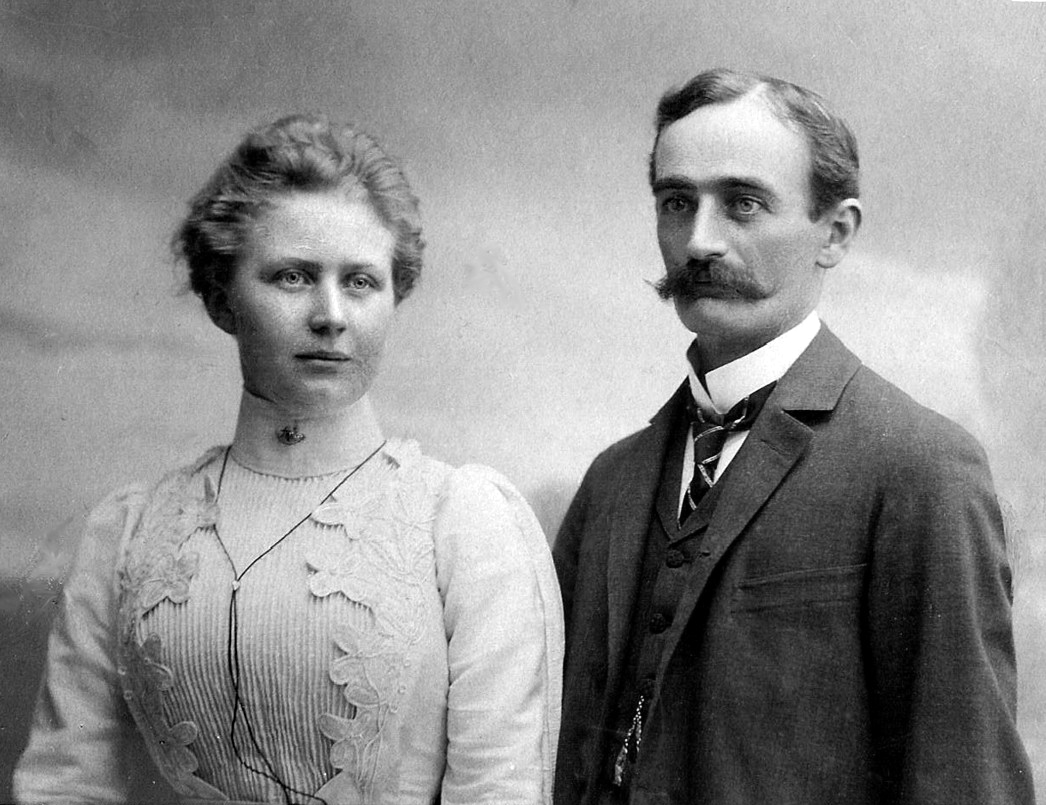
Elisabeth Christ i Frederick Trump, 1902

Wkrótce po przybyciu rodziny do Niemiec władze Bawarii ustaliły, że Trump wyemigrował z Niemiec, aby uniknąć zobowiązań do służby wojskowej. W dniu 24 grudnia 1904 roku Departament Spraw Wewnętrznych ogłosił dochodzenie w sprawie deportacji Trumpa z Niemiec. Oficjalnie stwierdzili, że naruszył Rezolucję Królewskiego Ministerstwa Spraw Wewnętrznych numer 9916, ustawę z 1886, która karała emigrację do Ameryki Północnej w celu uniknięcia służby wojskowej utratą obywatelstwa bawarskiego, a tym samym niemieckiego. W lutym 1905 roku wydano dekret królewski nakazujący Trumpowi wyjazd w ciągu ośmiu tygodni ze względu na ucieczkę przed służbą wojskową i niezarejestrowanie wyjazdu władzom. Przez kilka miesięcy Trump zwracał się do rządu o pozwolenie na pozostanie, ale mu się to nie udało.
Wraz z rodziną wrócił do Nowego Jorku 30 czerwca 1905. Ich syn Fred urodził się 11 października 1905 roku w Bronksie w stanie Nowy Jork. Rodzina mieszkała przy 539 East 177th Street. W 1907 roku urodził się ich drugi syn, John. W tym samym roku rodzina przeniosła się do Woodhaven w Queens. Mieszkając w Queens, Trump otworzył zakład fryzjerski przy 60 Wall Street na Manhattanie.

## Dalsze życie i śmierć
W 1908 roku Trump kupił nieruchomość przy Jamaica Avenue w Woodhaven. Dwa lata później przeniósł się z rodziną do budynku, wynajmując kilka pokoi. Pracował również jako kierownik hotelu Medallion przy 6th Avenue i 23rd Street. Trump zamierzał nadal kupować więcej ziemi, ale podczas I wojny światowej zachowywał niski profil ze względu na antyniemieckie nastroje w Stanach Zjednoczonych z powodu wojny. Obywatele niemieckiego pochodzenia stali się podejrzani.
Historia jego śmierci jest taka, że „29 maja 1918 roku, spacerując z synem Fredem, Trump nagle poczuł się wyjątkowo chory i został rzucony do łóżka. Następnego dnia już nie żył. To, co po raz pierwszy zdiagnozowano jako zapalenie płuc, okazało się jednym z wczesnych przypadków grypy hiszpanki, która spowodowała miliony zgonów na całym świecie. W chwili jego śmierci jego majątek netto obejmował 2-piętrowy, 7-pokojowy dom w Queens; 5 wolnych działek; 4000 USD (ok. 51,3 tys. USD w 2022) oszczędności; 3600 $ (ok. 46,2 tys. USD w 2022) w akcjach; i 14 hipotek. W sumie jego wartość netto wyniosła 31 359 USD (ok. 403 tys. USD w 2022). Jego żona i syn Fred kontynuowali jego projekty dotyczące nieruchomości pod pseudonimem Elizabeth Trump & Son.